# Peter Markstedt
Peter Markstedt (Västerås, 11 gennaio 1972) è un ex calciatore svedese, di ruolo attaccante.

## Carriera

### Club
Markstedt iniziò la carriera con la maglia del Västerås. Nel 1997 passò al Barnsley e successivamente all'Helsingborg. Tornò poi al Västerås con la formula del prestito.
Nel 2001 si trasferì all'Hammarby, per cui debuttò nella Allsvenskan il 7 aprile, schierato titolare nel successo per 1-0 sul GIF Sundsvall. Il 18 aprile arrivarono le prime reti, con una doppietta nel 3-3 contro lo Örgryte. Nel 2004, passò al Lyn Oslo, per cui esordì nella Tippeligaen il 12 aprile, nella sconfitta per 2-0 sul campo del Molde. Il 2 maggio siglò il primo gol nella massima divisione norvegese, contribuendo al 2-0 inflitto al Sogndal.
Tornò poi al Västerås, ove chiuse la carriera nel 2007.